# Електрично поље
Електрично поље је посредник у интеракцији између наелектрисаних тела. Оно се налази у простору око наелектрисане честице или у простору у коме постоји променљиво магнетско поље. У електричном пољу нека друга наелектрисана честица осећа дејство силе. Та сила је електрична и веома је тесно повезана са још једном силом у природи, магнетском. У физици, електрично поље је појава створена наелектрисањем или магнетским пољем променљивим у времену, која делује силом на наелектрисане објекте у пољу. Стандардна међународна јединица електричног поља јесте њутн по кулону, или волт по метру. Електрично поље садржи електричну енергију са густином енергије пропорционалној квадрату интензитета поља. Електрично поље постоји око сваког наелектрисања; смер линија поља у некој тачки једнак је смеру силе која делује на позитивно пробно наелектрисање у тој тачки. Интензитет електричног поља у некој тачки дефинисан је као количник интензитета Кулонове силе која делује на позитивно наелектрисање постављено у ту тачку и количине тог наелектрисања. Електрично поље јесте векторска величина, а јачина електричног поља јесте интензитет тог вектора.
Насупрот теорији међусобног деловања електричних набоја на удаљености (Кулонов закон), М. Фарадеј је увођењем појма електричнога поља поставио нову теорију деловања у близини. Електрично поље може се предочити електричним силницама: кривама којима тангенте у свакој тачки криве показују смер јачине поља; густина силница на сваком месту је сразмерна износу јачине поља. Електричне силнице у електростатском пољу излазе из позитивно набијених тела, а пониру на негативно набијена тела. У електростатичким условима унутар проводног (на пример металног) тела нема електричног поља, а набоји се задржавају само на његовој површини, где мирују. Када електрични набоји мирују или се крећу једноликом брзином, електрично се поље посматра засебно и независно од магнетног поља. Ако се електрично и магнетско поље мењају, онда се морају посматрати заједно као електромагнетско поље. Класичну теорију електромагнетских поља поставио је Џ. К. Максвел.

## Дефиниција електростатичког поља
Електрично поље дефинисано је као Кулонова сила по количини наелектрисања. Правац и смер поља поклапа се са правцем који би имала сила која делује на пробно позитивно наелектрисање. Електрично поље је радијално и усмерено споља од позитивног тачкастог наелектрисања, а радијално и усмерено ка негативном тачкастом наелектрисању.
Електрично поље се дефинише као константа пропорционалности између наелектрисања и силе:
{\displaystyle \mathbf {E} ={\frac {\mathbf {F} }{q}}={\frac {1}{4\pi \epsilon _{0}}}{\frac {Q}{r^{2}}}\mathbf {\hat {r}} }
где је
F сила дата Кулоновим законом,
q количина наелектрисања „пробног наелектрисања“,
Q количина наелектрисања тела које ствара електрично поље,
а r је вектор растојања од честице са наелектрисањем Q.
Треба приметити да је ова једначина тачна само у случају електростатике, односно, када се наелектрисања не крећу једна у односу на друга и када су наелектрисања непроменљива. У општем случају за наелектрисања која се померају у простору, ова једначина постаје једначина Лоренцове силе. Даље, Кулонов закон је само специјалан случај Гаусовог закона, који је још уопштенији опис релације између распореда наелектрисања у простору и резултујућег електричног поља. Гаусов закон је један од Максвелових једначина, скупа од четири закона који представљају темеље електромагнетике.
Ако се на осамљену металну куглу полупречника R доведе количина позитивног електричног набоја Q, експеримент ће показати да набој Q делује електричном силом на пробни набој q у простору око кугле, где је сила одбојна кад су набоји истог предзнака, односно привлачна ако су набоји супротног предзнака. Електрична сила је највећа у непосредној близини кугле и смањује се с удаљеношћу. Повеже ли се величину силе са густином замишљених силница које извиру из кугле набијене електричним набојем Q, тада се може густина силница на самој површини дефинисати као однос набоја и површине кугле полупречника {\displaystyle r}:
{\displaystyle {\sigma }={\frac {Q}{4\cdot r^{2}\cdot \pi }},\,}
а густина силница на сферној површини на удаљености  од средишта набијене кугле:
{\displaystyle {\sigma }={\frac {Q}{4\cdot r^{2}\cdot \pi }}.\,}
Резултати експеримента би показали да је сила сразмерна густини силница у посматраној тачки у простору и количини набоја q те да опада с квадратом удаљености у складу са смањењем густине силница како следи из:
{\displaystyle F\sim \sigma \cdot q,\,}
{\displaystyle F\sim {\frac {Q}{4\cdot r^{2}\cdot \pi }}\cdot q,\,}
што се може записати и као:
{\displaystyle F\sim {\frac {{Q}\cdot {q}}{4\cdot r^{2}\cdot \pi }}.\,}
Увођењем појма диелектричке константе вакуума:
{\displaystyle {\varepsilon _{0}}\approx 8,854\cdot 10^{-12}} {\displaystyle {\frac {C^{2}}{Nm^{2}}},\,}
сила F се може изразити одговарајућом величином у њутнима (N), где је 1 кулон (C)= 1 A s:
{\displaystyle F={\frac {1}{4\cdot \pi \cdot \varepsilon _{0}}}\cdot {\frac {Q\cdot q}{r^{2}}}.\,}
Разматрамо ли се однос силе F и набоја q, као што је горе поменуто, може се дефинисати јачина електричног поља посебног енергетског стања у простору око кугле, као величина силе по јединичном набоју +q = 1 As на удаљености  од средишта наелектрисане кугле:
{\displaystyle \mathbf {E} (\mathbf {r} )={\frac {1}{4\cdot \pi \cdot \epsilon _{0}}}\cdot {\frac {q}{r^{2}}}\cdot {\frac {\mathbf {r} }{r}}}
где је {\displaystyle \ r} апсолутна вредност вектора положаја {\displaystyle \mathbf {r} }, {\displaystyle \ \epsilon _{0}} је диелектрична константа вакуума, а електрично поље је позитивно за позитиван набој Q. Електрично поље је векторско поље и може се предочити силницама. Извори електричног поља су позитивни електрични набоји, а понори негативни набоји.
Сила је најјача у вакууму, а слабија у свим другим средствима:
{\displaystyle F={\frac {1}{\varepsilon _{r}}}\cdot {\frac {1}{4\cdot \pi \cdot \varepsilon _{0}}}\cdot {\frac {Q\cdot q}{r^{2}}}\,={\frac {1}{4\cdot \pi \cdot \varepsilon }}\cdot {\frac {Q\cdot q}{r^{2}}}.\,}
где је:  - релативна диелектрична пермитивност неког средства или материје, ε - диелектрична пермитивност (или само пермитивности) материје.

## Особине поља
На основу једначине изнад, електрично поље сваког тачкастог усамљеног наелектрисања опада са квадратом растојања.
Електрично поље подлеже принципу суперпозиције. Ако је присутно више од једног наелектрисања, резултантно поље у било којој тачки једнако је векторском збиру електричних поља које би наелектрисања стварала појединачно у одсуству других.
{\displaystyle \mathbf {E} _{\rm {ukupno}}=\sum _{i}\mathbf {E} _{i}=\mathbf {E} _{1}+\mathbf {E} _{2}+\mathbf {E} _{3}\ldots \,\!}
Ако се принцип прошири на бесконачно много бесконачно малих елемената наелектрисања, добија се следећа формула:
{\displaystyle \mathbf {E} ={\frac {1}{4\pi \epsilon _{0}}}\int {\frac {\rho }{r^{2}}}\mathbf {\hat {r}} \,d^{3}\mathbf {r} }
где је {\displaystyle \rho } густина наелектрисања, или количина наелектрисања по јединици запремине.
Електрично поље је једнако негативном градијенту електричног потенцијала тог поља:
{\displaystyle \mathbf {E} =-\mathbf {\nabla } \phi }
Где скаларно поље {\displaystyle \phi (x,y,z)} представља електрични потенцијал у датој тачки.
Узимајући у обзир пермитивност {\displaystyle \varepsilon } средине, која је једнака производу пермитивности вакуума {\displaystyle \varepsilon _{0}} и релативне пермитивности {\displaystyle \varepsilon _{r}} која зависи од средине, добија се поље електричне индукције:
{\displaystyle \mathbf {D} =\varepsilon \mathbf {E} =\varepsilon _{0}\varepsilon _{r}\mathbf {E} }

## Временски променљива електрична поља
Наелектрисања не морају да буду једини извори електричног поља. Према Фарадејевом закону електромагнетне индукције,
{\displaystyle \nabla \times \mathbf {E} =-{\frac {\partial \mathbf {B} }{\partial t}}}
где {\displaystyle \nabla \times \mathbf {E} } представља ротор електричног поља, а {\displaystyle -{\frac {\partial \mathbf {B} }{\partial t}}} представља вектор брзине опадања густине магнетног флукса (тока) у времену. То значи да магнетско поље променљиво у времену ствара електрично поље, које се такође може мењати у времену.
Појава у којој се електрично или магнетско поље мењају у времену није више електростатика, већ електродинамика или електромагнетика. У овом случају, Кулонов закон више не пружа задовољавајућу дефиницију електричног поља. Уместо тога, Гаусов закон заједно са Фарадејевим законом одређују електрично поље.

## Јачина електричног поља
Јачина електричног поља (ознака E) је векторска физичка величина која описује деловање електричне силе F на честицу електричнога набоја Q, а једнака је количнику електричне силе и електричнога набоја честице:
{\displaystyle {E}={\frac {F}{Q}}\,}
Мерна јединица јачине електричног поља је волт по метру (V/m) или њутн по кулону (N/C).

### Објашњење
Најједноставније је хомогено електрично поље које влада између две супротно наелектрисане металне плоча. Ако се стави између тих плоча осетљив електроскоп, отклон његових нити биће увек исти, па је према томе иста јачина електричнога поља. Ако се мења електрични напон између његових плоча, мењаће се и отклон нити електроскопа, а исто тако и јачина електричнога поља.
Јачина електричног поља E између наелектрисаних плоча зависна је од електричног напона U који између њих влада и од удаљености d између плоча. Ако се напон удвостручи, а исто тако и размак између плоча, јачина електричног поља се неће променити. Јачина електричног поља се неће такође променити ако се напон и размак између плоча смање на половину. Нека је на пример у првом случају напон 200 V, а размак између плоча 4 . У другом случају нека је напон 100 V, а размак између плоча 2 cm, па је јачина електричног поља E, то јест однос између електричног напона U и размака d увек исти или:
{\displaystyle {E}={\frac {U}{d}}\,={\frac {200}{4}}\,={\frac {100}{2}}\,=50{\frac {V}{cm}}\,}
У овом примеру јединица јачине електричног поља је V/cm, док је у Међународном систему мерних јединица, мерна јединица јакчине електричног поља је V/m:
{\displaystyle 1\ {\frac {V}{m}}\,=0,01{\frac {V}{cm}}\,}
Електрично поље има мерну јединицу јачине електричног поља 1 V/m ако се на удаљености од 1 метра у смеру силница електрични напон промени за 1 волт.

## Енергија електричног поља
Електрично поље у себи садржи енергију. Густина енергије садржане у електричном пољу је:
{\displaystyle u={\frac {1}{2}}\cdot \epsilon _{0}\cdot \epsilon _{r}\cdot \mathbf {E} ^{2}}
где је:
- {\displaystyle \ u} - густина енергије,
- {\displaystyle \ \epsilon _{0}} - диелектрична константа вакуума,
- {\displaystyle \ \epsilon _{r}} - релативна диелектрична константа материје у којој делује електрично поље,
- {\displaystyle \ \mathbf {E} } - електрично поље (квадрат електричног поља значи да се електрично поље скаларно множи само са собом, па је оно идентички једнако квадрату апсолутне вредности електричног поља)

Укупна енергија електричног поља садржана у запремини V је стога:
{\displaystyle U=\int _{V}{\frac {1}{2}}\cdot \epsilon _{0}\cdot \epsilon _{r}\cdot \mathbf {E} ^{2}\,\cdot \mathrm {d} V}
где је U - енергија електричног поља, а dV - елемент запремине.

## Електрично поље у унутрашњости електричног проводника
Ако се наелектрише шупља посуда (у облику шупље кугле) која има отвор са горње стране тако што се дотакне експерименталном куглицом, може се потврдити да је кугла наелектрисана помоћу електроскопа чији ће се листићи размакнути. Куглица и електроскоп се могу разелектрисати тако што се додирну руком. Ако се након тога дотакне експерименталном куглицом унутрашња страна шупље посуде, а затим куглица електроскопа, листићи електроскопа ће остати у мировању што је знак да посуда с унутрашње стране није наелектрисана. Из тога следи да у унутрашњости проводника нема електричних набоја, а ни електричног поља. Узрок томе је што се сви електрони, то јест носиоци електрицитета, међусобно одбијају и настоје да се један од другог удаље што више. Због тога се електрицитет налази само на површини електричног проводника. Та појава омогућава заштиту инструмената од утицаја електричног поља металним кућиштем.

## Електрично поље Земље
Постојање електричног поље Земље може се доказати помоћу дугачке изоловане жице чији је доњи крај спојен са електроскопом, а горњи који има шиљак налази се у пламену. Електроскоп се споји са Земљом или се држи у руци. Ако се таква сонда подигне помоћу дугачког штапа у висину, електроскоп ће показати отклон. Тај експеримент показује да је Земља окружена електричним пољем и да је њена површина негативно наелектрисана, а да се позитивна гранична површина налази у вишим атмосферским слојевима. Мерења су показала да електрично поље Земље досеже до такозваног Кенели-Хависајдовог слоја (енгл. Kennelly–Heaviside layer), који се налази на висини од 80 километара. Потенцијална разлика између Кенели-Хевисајдовог слоја и површине Земље износи око 200 000 .
Услед електричног поља Земље и јонизације ваздуха, коју узрокује ултраљубичасто зрачење које долази са Сунца и електричне инфлуенце настају електрично набијени облаци супротног електрицитета. Ако је разлика електричног напона врло велика, може наступити пражњење, па се уз снажан потрес ваздуха на месту спајања појаве големе електричне искре, назване муње. Исто тако долази до пражњења између облака и земље. Позитивно наелектрисани облак изазове инфлуенцијом на земљи, односно на истакнутим објектима, негативни електрицитет. Кад електрични напон пређе одређену границу, долази до избијања у облику вијугаве и бљештаве црте (муње), уз јак звучни потрес ваздуха који се зове гром. Електрични напони при томе могу износити до 100 милиона волти, а муње могу бити дуге и до 3 километра.

### Громобран
Амерички научник Бенџамин Франклин саградио је уређај за заштиту од грома. Он се састоји од бакарног штапа, високог до 5 метара, који се ставља на кров или на неко друго изложено место. Штап је усправан, а завршава се позлаћеним шиљком. Од њега води голи бакарни конопац, минималног пресека површине од 25 mm2, по спољашњем делу крова, односно зида, у земљу, где завршава бакарном плочом од 1 m2. Плоча мора бити у води или у влажној земљи. Громобран треба израдити на начин да се сви делови зграде налазе у заштитном простору. Деловање громобрана заснива се на јонизацији ваздуха која настаје због шиљка на вертикалном штапу. Мреже телеграфских и телефонских жица на крововима штите такође од грома, јер оне имају справу за заштиту од муње.

### Поларна светлост
У горњим слојевима атмосфере између 100 и 700 километара настају каткад светлосне појаве, и то нарочито у поларним крајевима, које се зову поларна светлост. Она се састоји од светлећих површина, које се зракасто шире и светле зеленкастом или црвенкастом светлошћу. То светљење изазивају електрони, који долазе од Сунца. Ти електрони предају своју енергију атомима кисеоника и азота у атмосфери и тиме узрокују светљење.